# خانه عزیز شیرمردزاده
خانه عزیز شیرمرد زاده مربوط به دوره قاجار است و در بافت قدیم شیراز، محله سنگ سیاه، کوچه نمازی، پلاک ۶۶ واقع شده و این اثر در تاریخ ۱۰ خرداد ۱۳۸۲ با شمارهٔ ثبت ۸۹۷۲ به‌عنوان یکی از آثار ملی ایران به ثبت رسیده است.